# Steve Irwin

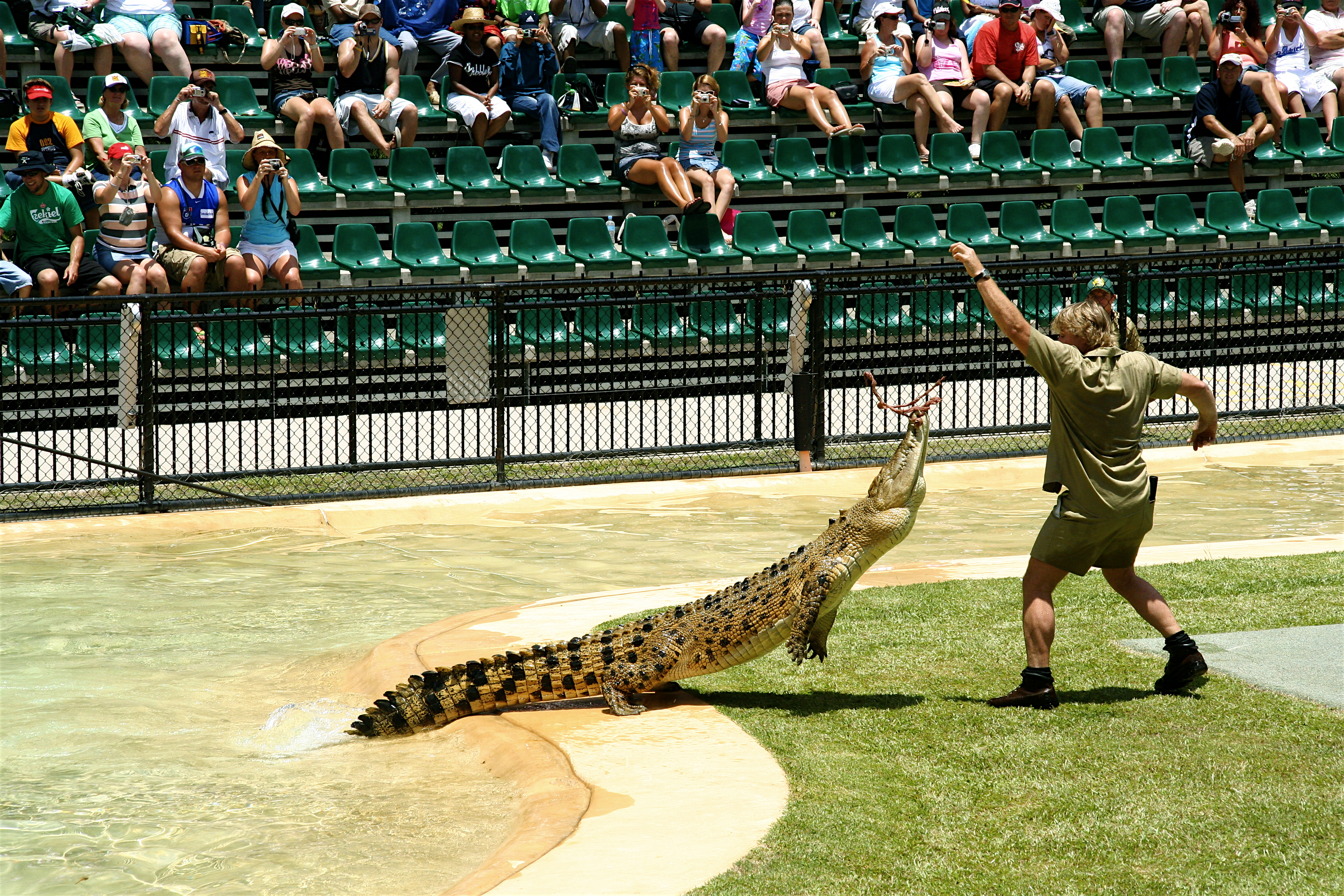
Steve Irwin

Stephen Robert Irwin, (1962. február 22. – 2006. szeptember 4.), ismertebb nevén a Krokodilvadász, ausztrál természettudós, kígyász és televíziós személyiség. Legismertebb műsora a Krokodilvadász című természetfilm-sorozat, amit Magyarországon is vetített a televízió.

## Élete és munkássága
Irwin Essendonban született, Melbourne külvárosában. Apai ágról ír származású. A család 1970-ben Queenslandbe költözött, Irwin itt tanult a Landsborough State Schoolban és a Caloundra State High Schoolban. Szülei, Bob és Lyn Irwin létrehozták a Queensland Reptile and Fauna Parkot, itt nőtt fel Irwin krokodilok között és más hüllőktől övezve.
1991-ben ismerkedett meg az oregoni származású amerikai természettudóssal, Terri Raines-szal, akivel 1992. június 4-én házasodtak össze. A queenslandi Australia Zoo tulajdonosai és fenntartói voltak. Két gyermekük született, Bindi Sue Irwin (1998) és Robert Clarence "Bob" Irwin (2003). 2003-ban sok kritika érte amiatt, hogy miközben egy krokodilt etetett, néhány hónapos fiát tartotta másik kezében.
2002-ben segédkezett, illetve szerepet vállalt a szintén ausztrál The Wiggles együttes "Wiggly Safari" című zenés filmjében.
2006. szeptember 4-én Low Isles partjainál egy tüskésrája – valószínűleg ijedtségében – a tüskés farkával Stewe mellkasa felé csapott, és eltalálta a férfi mellkasát. A férfi még utolsó erejével kihúzta magából a tüskét, de pár pillanattal később belehalt a sérülésbe. Az esemény éppen filmforgatás közben történt, s a videofelvételen látottakat barátja és természetfilmjeinek producere, John Stanton tárta a világ elé.
A szűk körű családi temetés utáni nyilvános búcsúztatáson videóüzenetben fejezte ki részvétét többek között Russell Crowe, Cameron Diaz és Kevin Costner is. A búcsúztató beszédet az akkor nyolcéves Bindi Irwin olvasta fel, aki bejelentette: folytatni szeretné édesapja életművét, s 2007 júniustól „Jungle Girl” címmel állatokról szóló filmsorozatot indít gyerekeknek. A Bindi, a dzsungel lánya természetfilm-sorozat végül két évadot ért meg.

## Magyarul
- A krokodil-vadász. Steve és Terri Irwin csodálatos élete és fantasztikus kalandjai; ford. Szántai Zsolt; Szukits, Szeged, 2003